# Hunt Bluff
Das Hunt Bluff ist ein steiles und 5 km langes Felsenkliff an der Walgreen-Küste des westantarktischen Marie-Byrd-Lands. Es ragt 3 km südlich des Jeffery Head an der Westseite der Bear-Halbinsel auf und grenzt unmittelbar an das Dotson-Schelfeis.
Erste Luftaufnahmen entstanden bei der US-amerikanischen Operation Highjump (1946–1947). Das Advisory Committee on Antarctic Names benannte es 1967 nach Leutnant Robert Bridger Hunt (1940–2004) von der United States Navy Reserve, medizinischer Offizier auf der Byrd-Station im antarktischen Winter 1966.